# Kaginawa

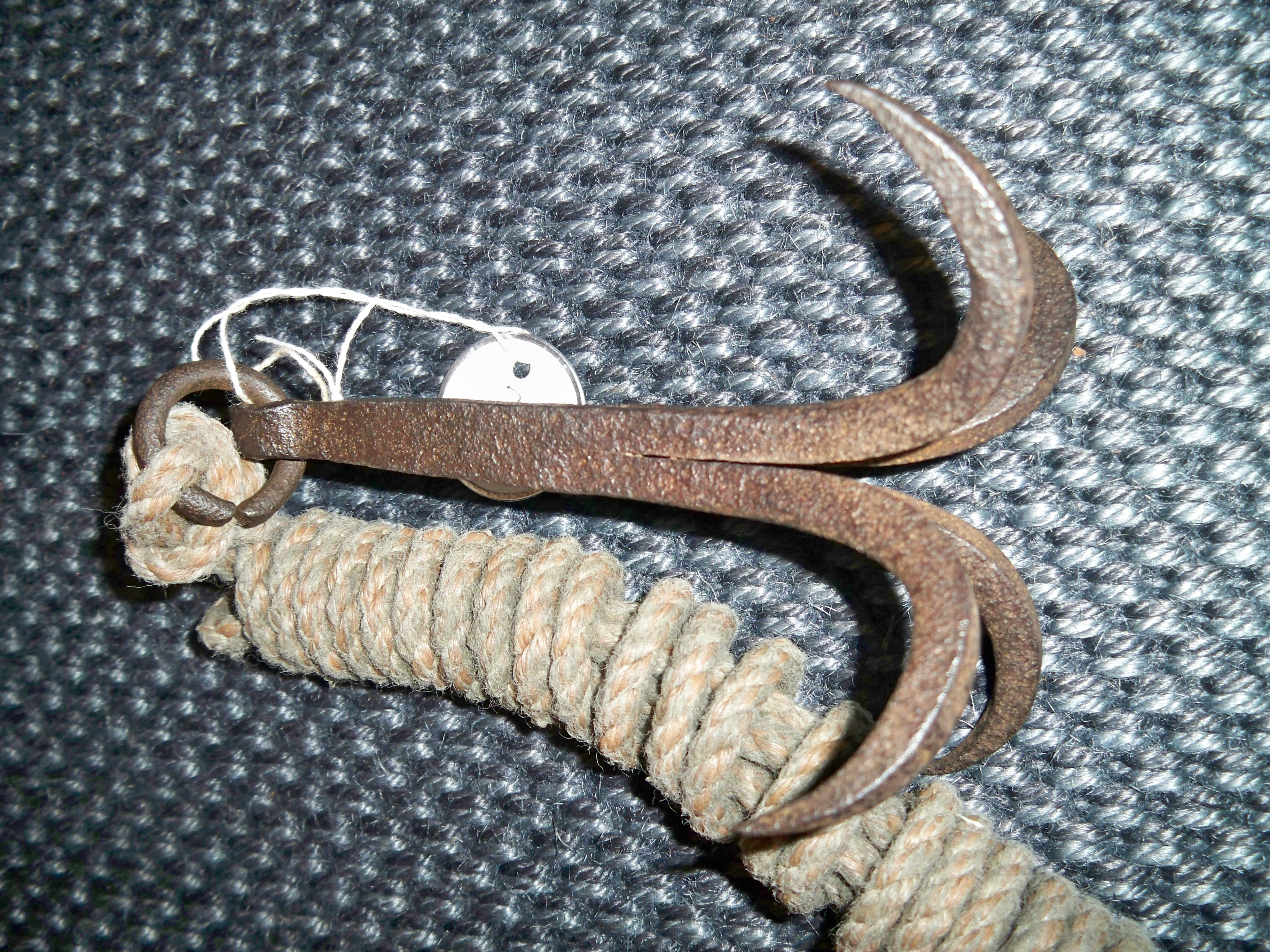
Un antico kaginawa in ferro

Un Kaginawa (鈎縄?) è un tipo di rampino usato in Giappone in età feudale. Il nome deriva dalla combinazione di kagi che significa gancio e nawa che significa corda I kaginawa possono presentare varie configurazioni, da uno a quattro ganci, e corde di lunghezza variabile. Potevano essere usati per scalare un muro, assicurare una barca o appendere attrezzatura durante la notte.